# Amanita Design
Amanita Design est un studio indépendant de développement de jeux vidéo fondé en 2003 par Jakub Dvorský après avoir terminé le jeu Samorost en tant que projet de fin d'étude à l'Académie des arts de Prague. Rejoint par d'autres artistes, développeurs et musiciens, le collectif est à l'origine de plusieurs jeux, dont la suite de Samorost ainsi que Machinarium, leur premier grand jeu, sorti en 2009, ainsi que de plusieurs sites web, clips et animations.

## Ludographie

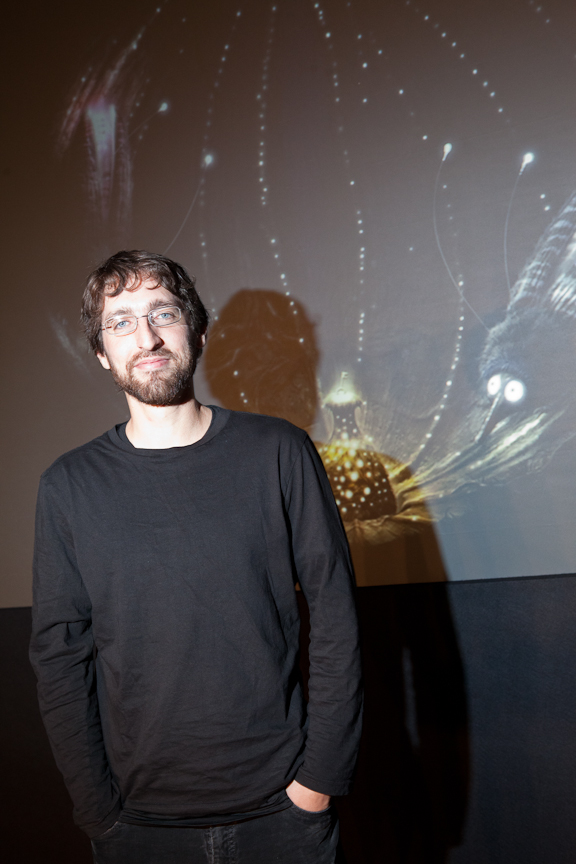
Jakub Dvorský, fondateur du studio.

- Samorost (2003)

de Jakub Dvorský
- Rocketman (2004)

réalisé pour Nike
- The Quest for Rest (2004)

réalisé pour The Polyphonic Spree
- Samorost 2 (2005)

de Jakub Dvorský, musique de Tomáš Dvořák (Floex)
- Questionaut (2008)

réalisé pour la BBC
- Machinarium (2009)

de Jakub Dvorský, musique de Tomáš Dvořák
- Osada (2011)

de Václav Blín, musique de Šimon Ornest
- Botanicula (2012)

de Jaromír Plachý, musique de DVA
- Samorost 3 (2016)

de Jakub Dvorský, musique de Tomáš Dvořák
- Chuchel (2018)

de Jaromír Plachý, musique de DVA
- Pilgrims (2019)

de Jakub Dvorský, musique de Tomáš Dvořák
- Creaks (2020)

de Radim Jurda, musique de Hidden Orchestra
- Happy Game (2021)

de Jaromír Plachý, musique de DVA
- Phonopolis (en développement)

de Petr Filipovič, Eva Marková et Oto Dostál, musique de Tomáš Dvořák

## Membres et entourage
- Jakub Dvorský
- Václav Blín
- Jaromír Plachý
- David Oliva
- Tomáš Dvořák (Floex)
- Tomáš Dvořák (Pif)
- Adolf Lachman
- Jan Werner
- Peter Stehlík
- Zdenek Danek
- Šimon Ornest
- Jan Svěrák
- DVA